# Zoster (Grécia)
Zoster foi uma vila da Ática, na Grécia, onde Pausânias disse que havia um culto de Atena, Apolo, Ártemis e Leto. Teria sido um local por onde Leto passou em sua peregrinação para dar à luz Apolo e Ártemis.